# Viktor Kalínnikov
Viktor Serguéyevich Kalínnikov, también Víctor (en ruso: Ви́ктор Серге́евич Кали́нников; 18 de febrerojul./ 2 de marzo de 1870greg. – 23 de febrero de 1927), fue un compositor coral, director de orquesta y pedagogo ruso. Era el hermano menor del compositor sinfónico Vasili Kalínnikov (1866-1901).
Estudió en el seminario de Oriol, luego en la Escuela de la Filarmónica de Moscú, donde eligió el oboe y aprendió teoría música. Tocó en varias orquestas teatrales y enseñó canto en escuelas de Moscú. De 1899 a 1901 dirigió la orquesta del Teatro de Arte de Moscú. Viktor asistió y luego enseñó en la Escuela Sinodal de Moscú de música de la Iglesia ortodoxa rusa, donde puso música a 24 corales sagradas para la Vigilia Ortodoxa Rusa y la Liturgia Divina.  De 1922 a 1926 enseñó en el Conservatorio de Moscú. Sus composiciones fueron populares y bien recibidas por los críticos. Murió en Saltykovka, un suburbio de Balashikha cerca de Moscú.